# Économie-monde
Une économie-monde est un territoire dynamique polarisé par un centre économiquement autonome, qui se suffit à lui-même et qui exerce une domination ou une influence sur des périphéries et des marges.
La notion est définie par l'historien moderniste Fernand Braudel comme « un morceau de la planète économiquement autonome, capable pour l'essentiel de se suffire à lui-même et auquel ses liaisons et ses échanges intérieurs confèrent une certaine unité organique ».
Historiquement, plusieurs économies-monde se sont succédé, représentant des étapes de la mondialisation : la Méditerranée au XVIe siècle, la mondialisation hispanique du XVIIe siècle, l'économie-monde britannique au XIXe siècle puis celle dominée par les États-Unis au XXe siècle. On peut définir la mondialisation contemporaine comme la formation d'une seule économie-monde à l'échelle du monde. La notion de système-monde est due au sociologue Immanuel Wallerstein.

## Un espace délimité
Une économie-monde est délimitée dans sa taille par le temps de déplacement de ses occupants, des objets et des communications. En effet, cet espace doit acquérir une cohérence et pour ce faire, doit créer un réseau de communications suffisamment dense pour permettre des relations entre tous les points de l'espace, la taille d'une économie monde dépendra alors des technologies existantes en communication (exemples : cheval, barque, pigeon voyageur, train, télégraphe, avion, téléphone ou internet).
Cette économie-monde est constituée d'espaces politiques et culturels différents, qu'elle englobe. Malgré cette hétérogénéité de constitution, elle possède un système propre qui la démarque de l'extérieur. Une économie-monde est disposée de façon bien spécifique avec quatre grandes parties : le cœur, le centre, la périphérie et la marge.

## Organisé par un centre
Une économie-monde est généralement dominée par une ville-monde ou « superville » : « les informations, les marchandises, les capitaux, les crédits, les hommes, les ordres, les lettres marchandes y affluent et en repartent ».
Selon Jacques Attali, différentes cités marchandes, de Tyr et Sidon en Phénicie au VIIIe siècle av. J.-C., en passant par l'Empire colonial britannique et son quartier de la City à Londres au début du XIXe siècle, jusqu'à New York au XXe siècle, puis Shanghai, au tournant du XXIe siècle, ont exercé cette fonction de pôle dominant qui consiste à entraîner le reste du monde par des innovations scientifiques, financières et commerciales, avant de transmettre cette faculté d'innovation à une autre cité.
Deux cités peuvent cohabiter, comme Rome et Alexandrie du IIe siècle av. J.-C. au IIe siècle, Gênes et Venise entre les XIIe et XVIe siècles, Anvers et Amsterdam au XVIe siècle, Amsterdam et Londres entre les XVIIe et XVIIIe siècles, Londres et New York au XXe siècle, New York et Shanghai à l'aube du XXIe siècle. Cependant, une des deux cités finit par l'emporter : Rome au IIe siècle, Venise vers 1380, Amsterdam vers 1620, Londres vers 1780, New York après 1945 et peut-être Shanghai depuis 2010, sont devenues chacune le pôle dominant.

## Évolutions

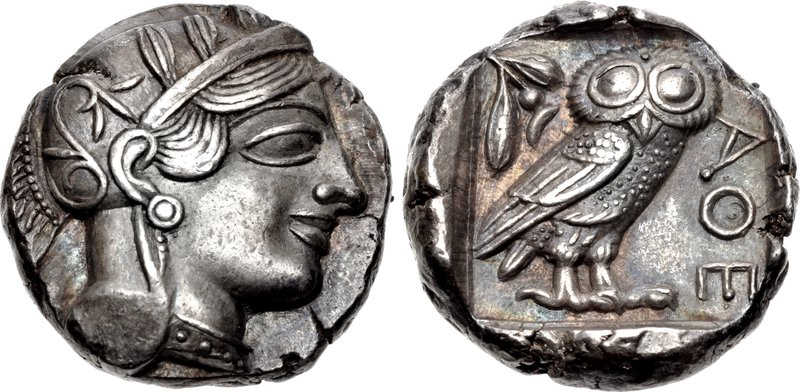
La drachme athénienne, une des monnaies dominantes de l'Antiquité méditerranéenne.

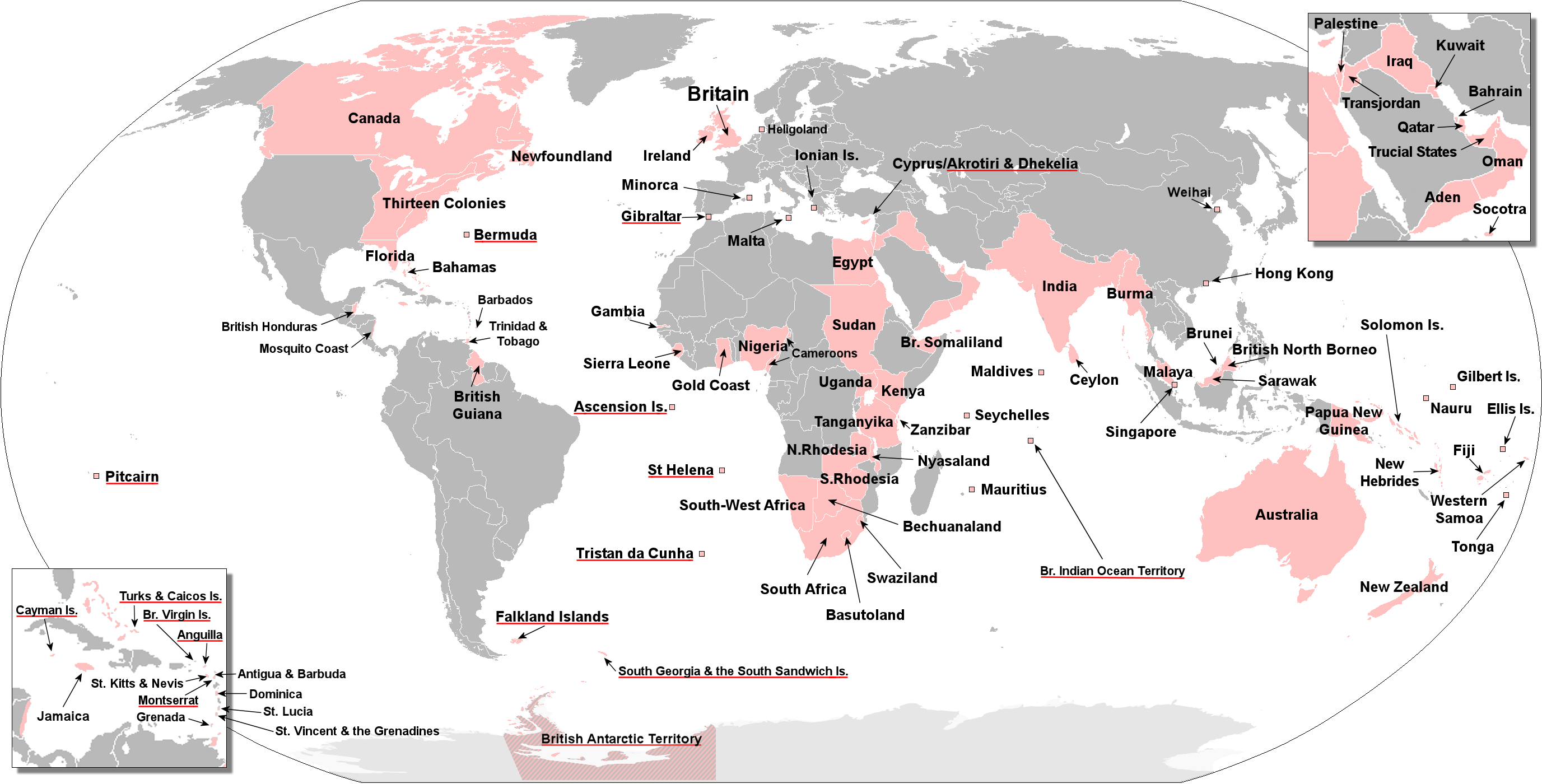
Les différents territoires ayant été sous domination britannique.

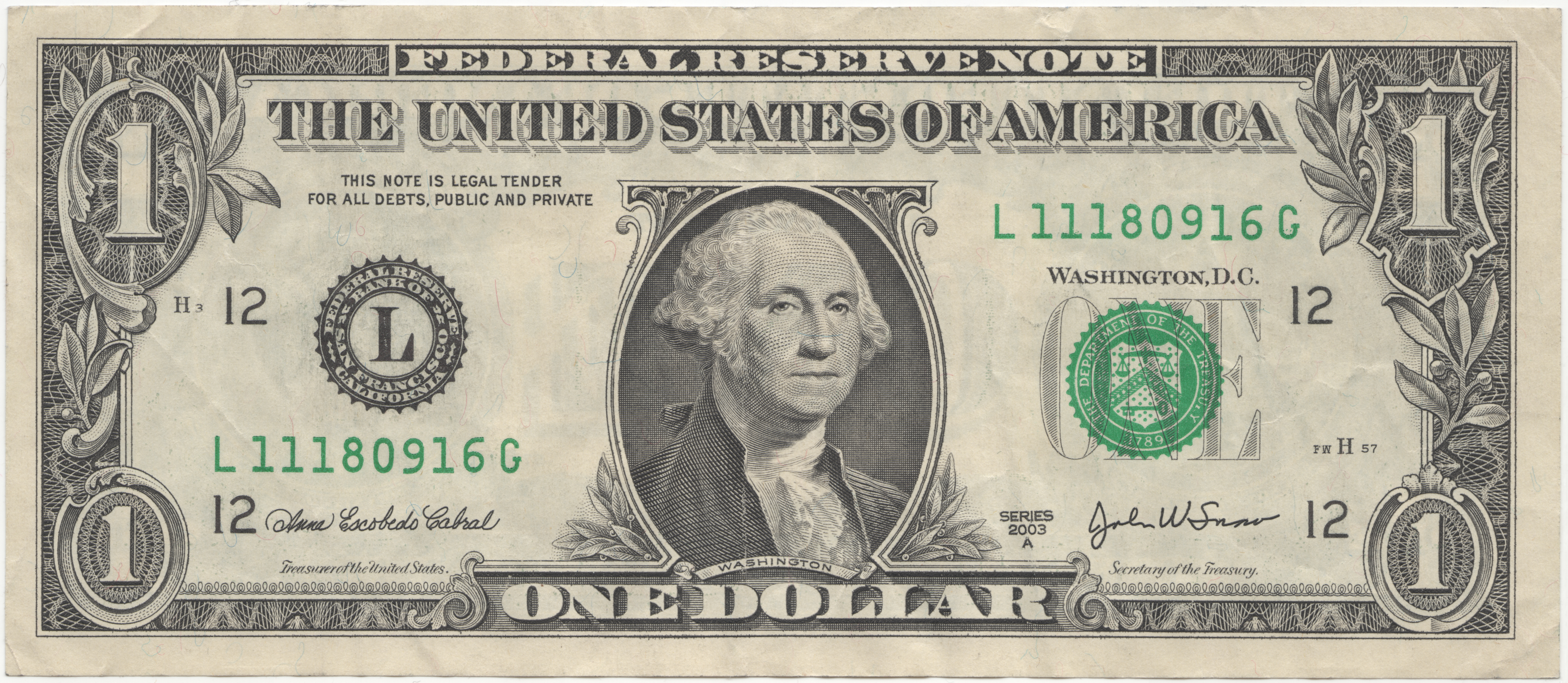
Le dollar des États-Unis, la monnaie des échanges internationaux aux.

Les innovations contribuant au développement de ces économies-monde consistent, par exemple, en l'invention de l'alphabet par les phéniciens au VIIIe siècle av. J.-C., du chèque par les Arabes au VIIIe siècle (saq, lettre de change), la création d'un système bancaire et de comptabilité en partie double par les cités italiennes au XIIe siècle, d'une bourse des valeurs à Anvers au XVIe siècle, d'un marché à terme des sociétés par actions et du vilebrequin à Amsterdam au XVIIe siècle, du métier à tisser et de la machine à vapeur en Grande-Bretagne au XIXe siècle, d'un câble télégraphique transatlantique entre Londres et New York au XIXe siècle ou du système internet aux États-Unis au XXe siècle. 
Sont présentées comme étant des économies-monde :
- Les cités phéniciennes (VIIIe siècle av. J.-C.) ;
- le monde grec (la Grèce antique et ses colonies), plus ou moins dominé par Athènes (Ve-IVe siècle av. J.-C.) ;
- l'empire carthaginois (jusqu’au IIIe siècle av. J.-C.) ;
- le monde hellénistique (du IIIe siècle av. J.-C. au IIe siècle av. J.-C.) ;
- le monde romain (à la fin de la République et sous l’Empire romain, du IIe siècle av. J.-C. au Ve siècle), dominé par Rome qui était secondée par Alexandrie (du IIe siècle av. J.-C. au IIe siècle) ;
- le monde musulman du VIIe siècle au XIIIe siècle ;
- la Chine des Ming (XIVe-XVIIe siècles) ;
- Gênes et Venise du XIIe au XVIe siècle ;
- la Méditerranée au temps de Philippe II d’Espagne (XVIe siècle) ;
- Anvers au XVIe siècle et Amsterdam au XVIIe siècle ;
- l'Empire britannique au XIXe siècle ;
- le monde capitaliste, avec comme centre dirigeant New York au XXe siècle, peut-être complété par Shanghai et Rotterdam au XXIe siècle.

## Une économie-monde globale
La mondialisation contemporaine, depuis la fin du XXe siècle, peut être définie comme la formation d'une seule économie-monde à l'échelle du monde, mais avec une structure multipolaire. Immanuel Wallerstein schématise cette situation avec la notion de système-monde, comprenant un centre dominant une périphérie.